# 이동읍
이동읍(二東邑)은 대한민국 경기도 용인시 처인구의 남부에 위치한 읍이다. 넓이는 75.64km2이고, 인구는 2010년 8월 기준으로 20,377명이다. 동쪽으로는 원삼면, 서쪽으로는 남사면, 남쪽으로는 안성시 양성면, 북쪽으로 중앙동과 접해 있는 전형적인 농촌지역이나 성장관리권역으로 지정되어 기업체가 증가하고 있으며 일부는 도시개발구역으로 설정되어 발전 잠재력을 갖고있는 미래 지향적인 지역이다.

## 연혁
- 1413년 (조선 태종 13년) : 용인현 내 2개 방면(상동촌면, 하동촌면)으로 편제됨
- 1895년 4월 : 지방관제 개편으로 2개 방면을 합쳐 이동면이 됨.
- 1914년 4월 : 행정구역 개편으로 9개 법정리로 개편됨.
- 2017년 12월 11일: 이동읍으로 승격.

## 인구

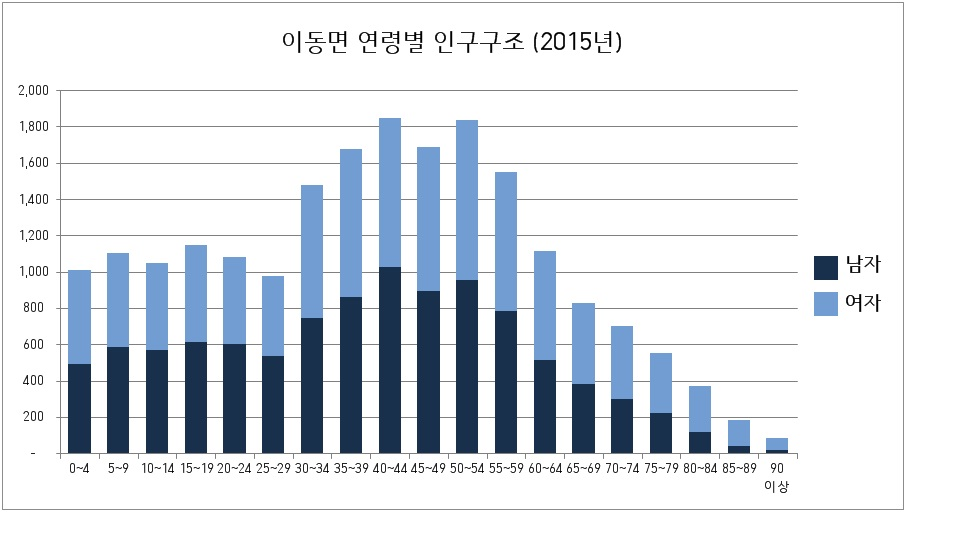
이동읍 연령별 인구구조

## 행정 구역
| 법정리 | 한자명 | 행정리                                                                                                |
| ------ | ------ | --- |
| 덕성리 | 德成里 | 덕성1리, 덕성2리, 덕성3리, 덕성4리                                                                    |
| 묘봉리 | 卯峯里 | 묘봉1리, 묘봉2리, 묘봉3리, 묘봉4리                                                                    |
| 묵리   | 墨里   | 묵1리, 묵2리, 묵3리, 묵4리                                                                            |
| 서리   | 西里   | 서1리, 서2리, 서3리, 서4리                                                                            |
| 송전리 | 松田里 | 송전1리, 송전2리, 송전3리, 송전4리, 송전5리, 송전6리                                                  |
| 시미리 | 時美里 | 시미1리, 시미2리, 시미3리                                                                             |
| 어비리 | 魚肥里 | 어비1리, 어비2리, 어비3리                                                                             |
| 천리   | 泉里   | 천1리, 천2리, 천3리, 천4리, 천5리, 천6리, 천7리, 천8리, 천9리, 천10리, 천11리, 천12리, 천13리, 천14리 |
| 화산리 | 華山里 | 화산1리, 화산2리                                                                                      |

## 주거

### 아파트
송전리
- 세광종합건설 용인 송전 세광엔리치타워 : 2010년 4월 입주.